# Lore Schultz-Wild
Lore Schultz-Wild (* 1940 in Berlin) ist eine deutsche Sachbuchautorin, Journalistin und Übersetzerin.

## Leben
Nachdem Lore Schultz-Wild das Abitur erlangt hatte, folgten verschiedene Auslandsaufenthalte. Sie studierte Sprachen an der Universität Grenoble und wurde staatlich geprüfter Übersetzer und Wirtschaftskorrespondent. Von 1964 bis 1965 besuchte sie die Deutsche Journalistenschule, wo sie die 3. Lehrredaktion absolvierte. Anschließend war sie als freie Journalistin und Autorin in München tätig. Sie arbeitete unter anderem als verantwortliche Redakteurin bei der Süddeutschen Zeitung.
Beginnend mit Das neue große Babybuch (1969) veröffentlichte Schultz-Wild eine Reihe von Ratgebern, insbesondere zu Säuglingspflege, Kindererziehung und Berufseinstieg. 1982 wurde sie für ihr Jugendsachbuch Und überhaupt – das kann ich auch! Mutmacher und Wegweiser in die Berufswelt (nicht nur) für Mädchen mit dem Buchpreis Nürnberger Trichter der Bundesanstalt für Arbeit ausgezeichnet. Es kam außerdem 1983 auf die Auswahlliste für den Deutschen Jugendliteraturpreis. Die Jury begründete diese Nominierung damit, dass Schultz-Wild es verstehe „soziologische Zusammenhänge zur Stellung der Frau in der Gesellschaft gut lesbar zu gestalten und durch viele Fallbeispiele aus der Praxis der Berufsfindung aufzulockern“. Diese würden besonders Mädchen dabei helfen „ihre Lage besser zu erkennen“ und ihnen Mut machen, eine Ausbildung jenseits herkömmlicher Rollenvorstellungen zu wählen.
Schultz-Wild engagierte sich auch in der Gewerkschaftsarbeit. Von 1984 bis 1988 war sie erste Landesvorsitzende des Verbandes deutscher Schriftsteller (VS) in Bayern. 1988 wurde sie Mitglied im kommissarischen VS-Bundesvorstand. Sie war außerdem von 1985 bis 2006 Vertreterin der Schriftstellerorganisationen im Medienrat der Bayerischen Landeszentrale für neue Medien und von 1993 bis 2006 Generalsekretärin des European Writers’ Congress (EWC). Daneben wirkte sie seit den 1970ern in der Verwertungsgesellschaft Wort als Delegierte, Verwaltungsratsmitglied und Vorsitzende im Stiftungsrat des Autorenversorgungswerks.
Schultz-Wild ist Mutter von drei Kindern.

## Publikationen (Auswahl)
- Das neue grosse Babybuch: Handbuch für Mutter und Kind mit Baby-Pass als Beilage. Mit Illustrationen von Gerlind Bruhn. Südwest-Verlag, München 1969.
- Dein kleines Ich von Kopf bis Fuss: Eine erste Biologie für Kinder. Mit Bildern von Eva Feiglová. Südwest-Verlag, München 1970.
- Berufe: der neue Ratgeber zur Ausbildungs- und Berufswahl; mit Begabungs-Test. Gräfe und Unzer, München 1975, ISBN 3-7742-5017-0.
- Die zweite Befreiung: Alphabetisierung in Nicaragua: Tagebuchaufzeichnungen, Dokumente, Kommentare. Jugenddienst-Verlag, Wuppertal 1981, ISBN 3-779-57356-3.
- Und überhaupt – das kann ich auch!: Mutmacher und Wegweiser in die Berufswelt (nicht nur) für Mädchen. Arena-Verlag, Würzburg 1982, ISBN 3-401-03962-8.
- Das neue Babybuch: Schwangerschaft, Geburt, die ersten Jahre. Südwest-Verlag, München 1983, ISBN 3-517-00798-6.
- Arbeitslos leben. Maier, Ravensburg 1984, ISBN 3-473-38961-7.
- Arbeiten alternativ – arbeiten mit Lust? Maier, Ravensburg 1984, ISBN 3-473-50003-8.
- Mädchen-Power: ein Mutmacher fürs Berufsleben. Piper, München 1993, ISBN 3-492-11753-8.
- Das Enkel-ABC: das Lexikon für Grosseltern von heute. Beust, München 1995, ISBN 3-89530-009-8.
- Traumberuf – oder was?: Infos, Tipps & Tests. F. Schneider, München 1997, ISBN 3-505-10549-X.
- mit Burkart Lutz: Industrie vor dem Quantensprung: eine Zukunft für die Produktion in Deutschland. Springer, Berlin 1997, ISBN 3-540-61246-7.
- Enkel! Enkel!: der anregende Erziehungsberater für Großeltern von heute. Mit Illustrationen von Angela Hopf. Beustverlag, München 2003, ISBN 3-89530-107-8.
- Das Geheimnis glücklicher Großeltern: engagiert und eigen-sinnig leben. Beust, Wiesbaden 2004, ISBN 3-937715-96-7.
- mit Fritz Böhle: Mit Verstand und allen Sinnen: Arbeit im turbulenten Umfeld – was erfolgreiche Profis „anders“ machen. Bertelsmann, Bielefeld 2006, ISBN 3-7639-3400-6.

Herausgeberschaften
- Münchner Erfahrungen: Bürger schreiben über ihre Stadt. Schneekluth, München 1982, ISBN 3-7951-0811-X.
- Unterwegs ins Leben: ein Kursbuch für Mädchen. Südwest-Verlag, München 1985, ISBN 3-517-00887-7.